# Centro de Estudios Estratégicos de Defensa del Consejo de Defensa Suramericano
El Centro de Estudios Estratégicos de Defensa (CEED) sería una instancia permanente del la Unión de Naciones Suramericanas (Unasur) que funciona bajo la órbita del Consejo de Defensa Suramericano (CDS). El CEED, fue creado el 10 de marzo de 2009, mediante la aprobación por parte de las Ministras y Ministros de Defensa de los Estados Miembro de Unasur con la misión principal de “generar un pensamiento estratégicos a nivel regional, que coadyuve a la coordinación y la armonización en materia de políticas de Defensa en Suramérica”.
Esta instancia institucional perteneciente al CDS fue la primera de carácter permanente de la Unasur. El CEED fue formalmente establecido en la República Argentina tras la suscripción del Acuerdo Sede entre la Unasur y el Gobierno Argentino, en el edificio de la (exCasa Creativa del Sur) (Casa patria Grande "Presidente Néstor Carlos Kirchner") ubicado en la Ciudad Autónoma de Buenos Aires.

Tal como se encuentra determinado en su Estatuto, es misión del Centro de Estudios Estratégicos de Defensa contribuir a la consolidación de los principios y objetivos que las naciones suramericanas establecieron para el Consejo de Defensa, entre los que se cuentan: consolidar Suramérica como una zona de paz; promover la transparencia y la confianza mutua; construir una identidad suramericana y una visión compartida en materia de defensa; y contribuir a la articulación de posiciones conjuntas de la región."

## Misión
Conforme el Artículo 2 del Estatuto del Centro de Estudios Estratégicos de Defensa, es misión del CEED la de "contribuir a la consolidación de los principios y objetivos establecidos en el Estatuto del CDS, a partir de la generación de conocimiento y difusión de un pensamiento estratégico suramericano en materia de defensa y seguridad regional e internacional, siempre por iniciativa del CDS".
"En ese marco, el CEED se propondrá avanzar en la definición e identificación de los intereses regionales, concebidos éstos como el conjunto de los factores comunes, compatibles y/o complementarios del interés nacional de los países de UNASUR".

## Objetivos
Adicionalmente, el Estatuto del CEED en su Artículo 3, establece los objetivos del órgano, cuales son:
1. Contribuir, mediante el análisis permanente, a la identificación de desafíos, factores de riesgo y amenaza, oportunidades y escenarios relevantes para la defensa y la seguridad regional y mundial, tanto en el presente como en el mediano y largo plazo.
2. Promover la construcción de una visión compartida que posibilite el abordaje común en materia de defensa y seguridad regional, de los desafíos, factores de riesgo y amenaza, oportunidades y escenarios previamente identificados, según los principios y objetivos expuestos en el Tratado Constitutivo de la UNASUR y en el Estatuto del CDS.
3. Contribuir a la identificación de enfoques conceptuales y lineamientos básicos comunes que permitan la articulación de políticas en materia de defensa y seguridad regional.

## Funciones
Con el propósito de alcanzar los objetivos que le fueran asignados, también se explicitan en el mencionado Estatuto las funciones asignadas al Centro de Estudios, cuales son:
- Realizar estudios e investigaciones en temáticas vinculadas a la defensa y la seguridad regional, así como organizar talleres, editar publicaciones y todas aquellas actividades relevantes para abordar y tratar los temas de interés del CDS, siempre a requerimiento de dicho Consejo y en el marco de sus planes de acción.
- Establecer, a través de los Ministerios de Defensa, relaciones institucionales y una red de intercambios con los centros de estudios estratégicos nacionales de los países que conforman el Consejo de Defensa Suramericano y con aquellos centros extrarregionales que dicho Consejo determine pertinente.
- Constituir un centro de documentación y archivo al servicio de los Estados Miembros y del CDS, que contribuya, además, al mantenimiento de su memoria institucional.
- Efectuar el análisis permanente de aquellas situaciones, eventos, procesos y tendencias relacionadas con la defensa y la paz regional e internacional, cuyo producto estará a disposición de los Ministros que componen el CDS. Este sistema se alimentará de información provista por cada país miembro, así como de fuentes alternativas aprobadas por el Consejo.[4]